# Teneguía
El Volcà de Teneguía és un volcà situat a l'illa de La Palma, Canàries, Espanya amb una altitud de 439 msnm. És un con d'escoria que es va formar durant una erupció en el complex volcànic de Cumbre Vieja, l'any 1971. El seu nom prové d'un roquer proper molt famós que conté petròglifs auarites, que eren els habitants d'origen amazic que habitaven les Illes Canàries abans de la conquesta castellana.

## Història
Abans d'entrar en erupció s'havien produït nombrosos terratrèmols amb una intensitat creixent, fet que va alertar els veïns de Fuencaliente de La Palma, on va sorgir el volcà. L'erupció va durar des del 26 d'octubre fins al 18 de novembre de 1971. Va ser una erupció relativament curta, la més curta de les històriques de les Canàries, sobretot si se la compara amb la que va durar 6 anys al segle XVIII a la zona que avui és el Parc Nacional de Timanfaya a Lanzarote.
A les Illes Canàries hi ha documentades 16 erupcions volcàniques, cap d'elles amb víctimes mortals. Això ha estat possible per la baixa densitat demogràfica i per la fluïdesa de les laves que s'emeten en els volcans canaris. El volcà va produir danys materials als cultius de vinya de la zona i va destruir una platja, encara que després se'n va formar una altra gràcies a les seves colades. No va afectar les zones poblades i degut a la seva proximitat a la costa, al solidificar-se, la lava abocada al mar va fer créixer la superfície de l'illa en uns dos milions de metres quadrats.
El volcà va esdevenir un atractiu turístic, i nombrosos vols xàrter i freqüències especials van ser programades per cobrir la demanda de passatges dels turistes que volien veure el volcà. També va ser un focus important d'atenció i estudi pels científics de l'època.

## Galeria

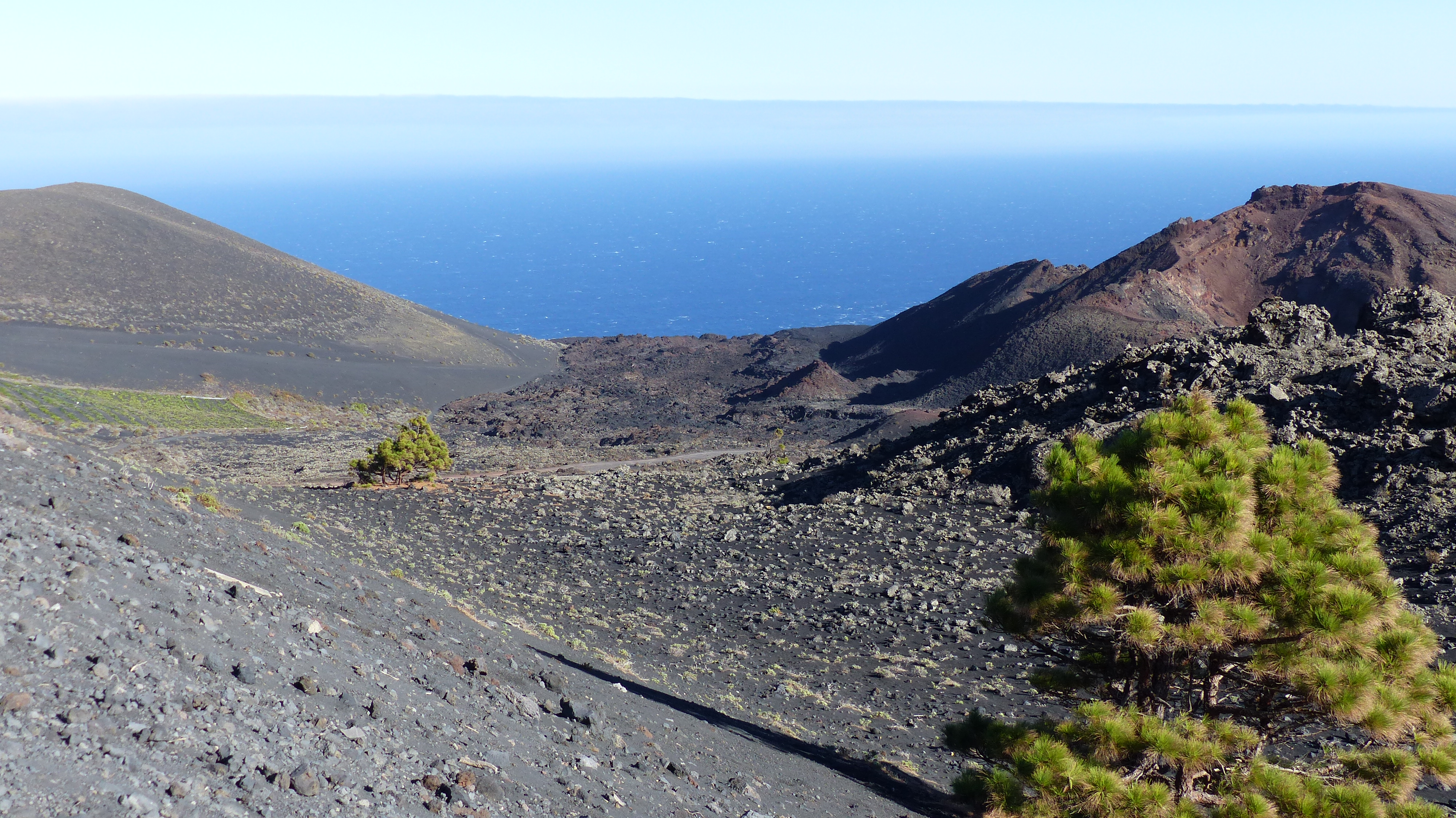
Llengua de lava petrificada.
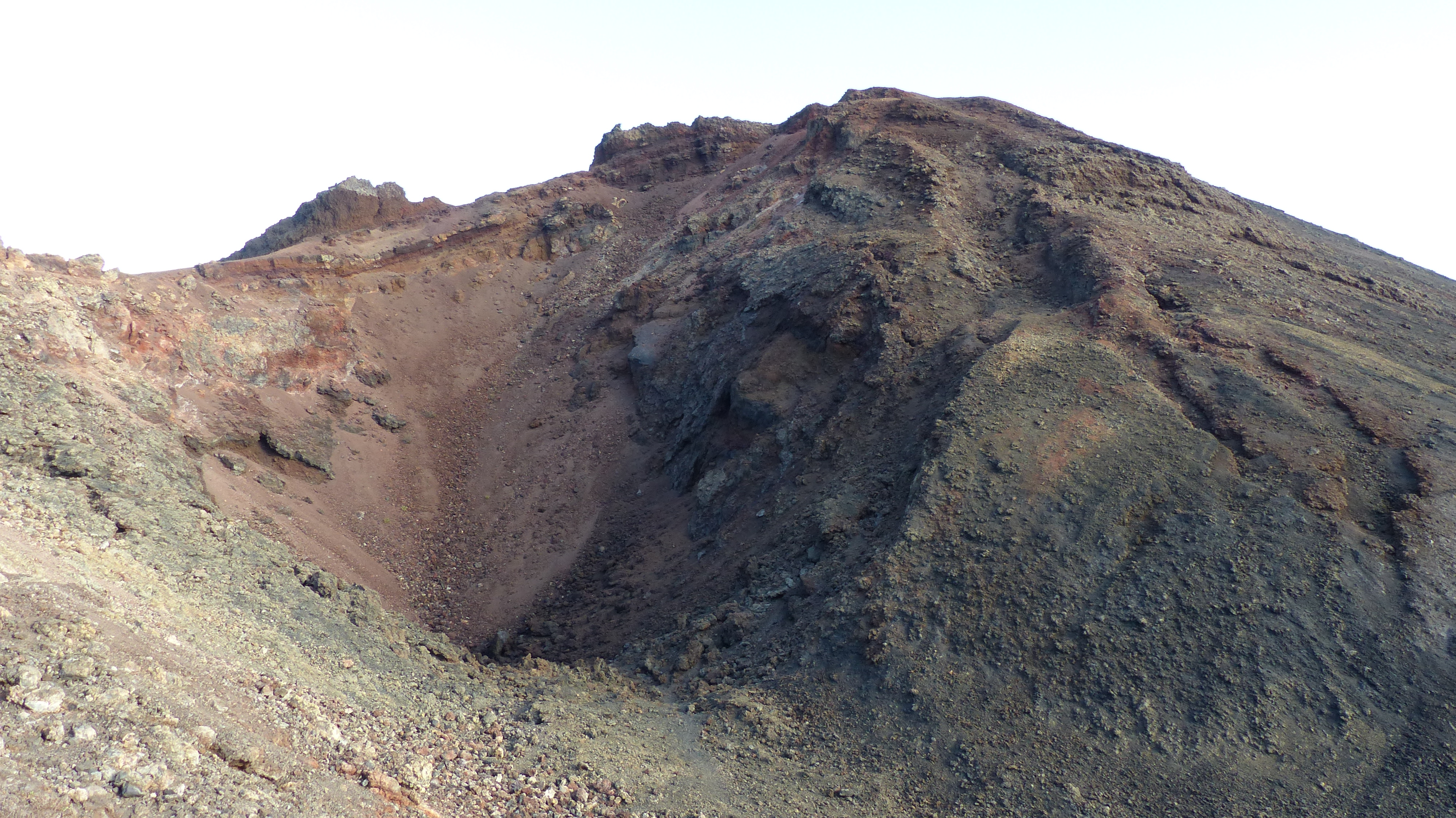
Boca del Teneguía.
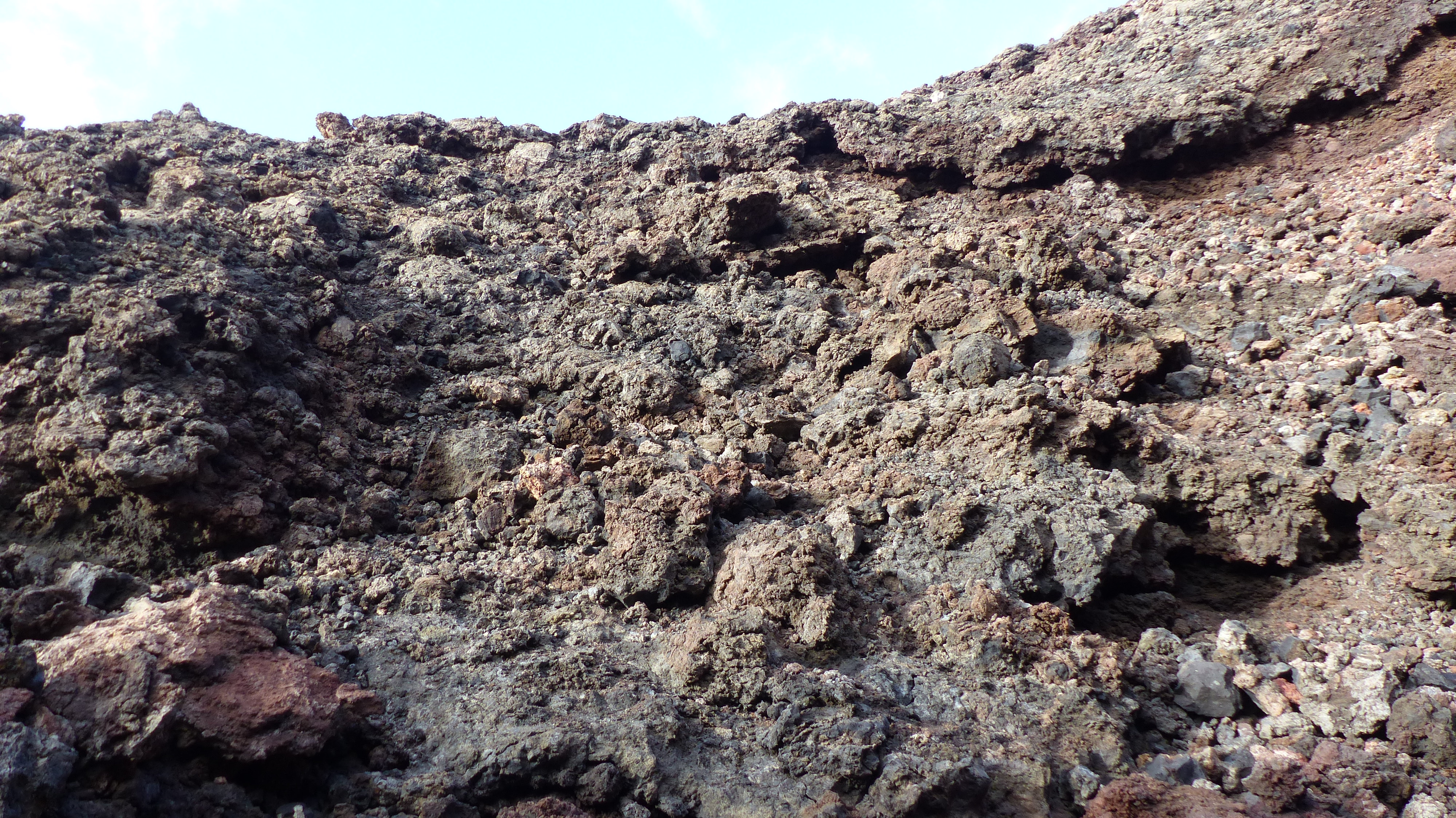
Vista d'una de les parets interiors de la boca.
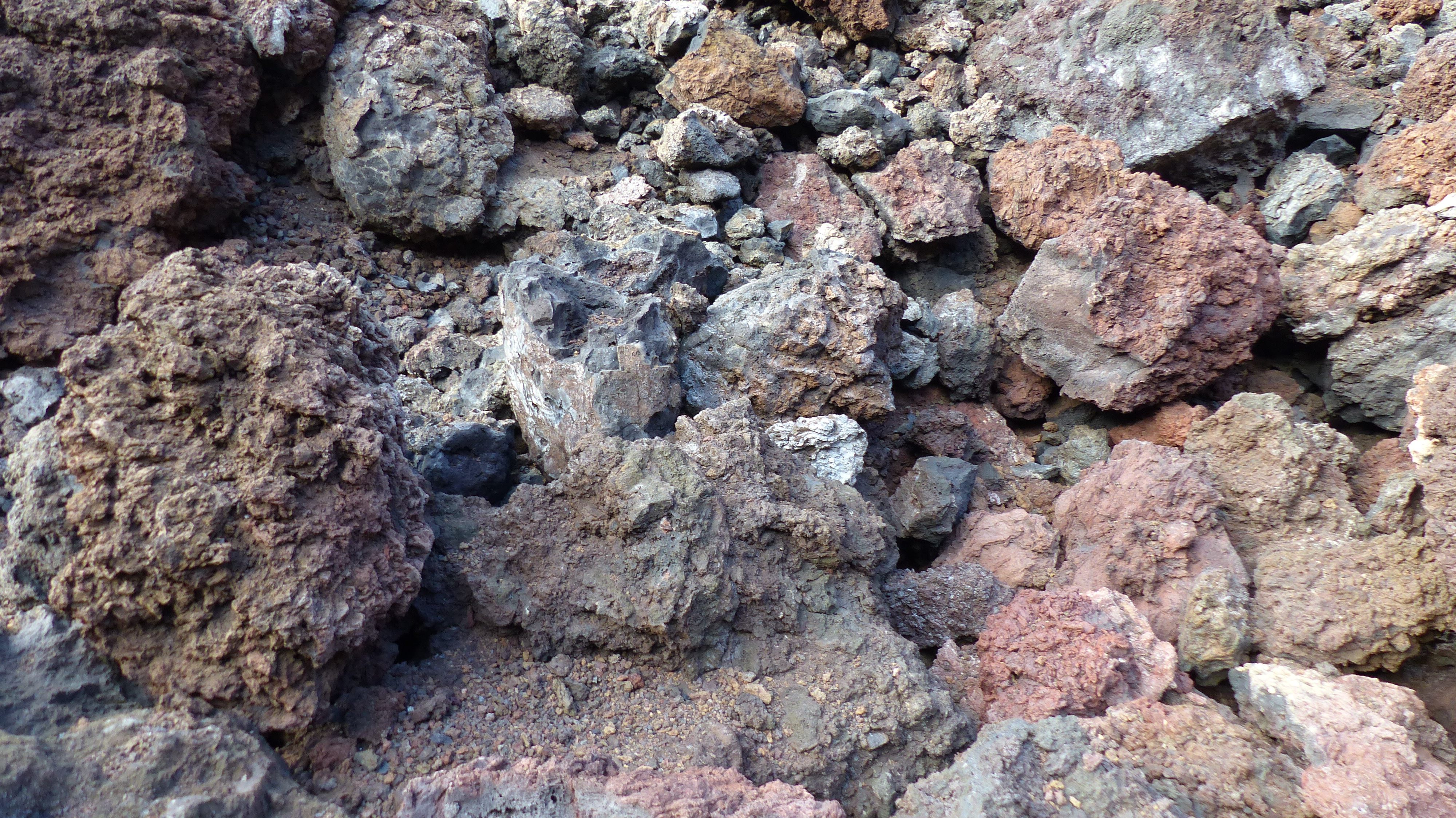
Fons rocós de la boca del Teneguía.